# Filariomyces forficulae
Filariomyces forficulae är en svampart som beskrevs av Shanor 1952. Filariomyces forficulae ingår i släktet Filariomyces och familjen Laboulbeniaceae.   Inga underarter finns listade i Catalogue of Life.